# Partigiani della Pace
Partigiani della Pace è il nome di un movimento pacifista internazionale attivo soprattutto all'inizio della Guerra fredda.
Tra il 1949 e il 1956 si sviluppò in Italia un vasto movimento per la pace, che coinvolse ampi settori dell'opinione pubblica, intellettuali, donne, giovani, e prefigurò i futuri movimenti che si svilupparono nei decenni successivi.
Il Movimento dei Partigiani della Pace, o meglio quello che ne costituisce la sua continuità storica, si esprime attraverso il “Consiglio mondiale per la pace” ed i vari comitati aderenti con sede ad Helsinki.
Il movimento dei “Partigiani della pace” fu promosso in Italia dal Partito Comunista Italiano e dal Partito Socialista Italiano, seguendo le direttive dell'Unione Sovietica, e riuscì a coinvolgere settori molto diversi dell'opinione pubblica, non solo comunisti e socialisti ma anche cattolici, nella discussione sui problemi della pace in generale e sulla questione nucleare in particolare, nei primi anni del dopoguerra.
Il movimento sarà bollato come comunista dalle forze favorevoli al Patto Atlantico, e gli USA arriveranno a presentare il Congresso mondiale della pace di Parigi come atto di “spionaggio atomico” con l'obiettivo di indurre gli scienziati a rivelare i segreti atomici americani. La ex dirigente del Pci Miriam Mafai ha scritto che un ruolo fondamentale nella organizzazione era rivestito dal vice segretario del partito, Pietro Secchia, in particolare: "Il ritorno di Secchia da Mosca (agosto 1950, ndr) serve a imprimere un nuovo slancio al movimento dei Partigiani della pace, che si mobilitano in una campagna a tappeto contro l'intervento americano in Corea".

## Congresso di Parigi
Nell'aprile 1949 a Parigi nasce ufficialmente il Movimento dei Partigiani della Pace. La denominazione discende dall'esperienza della Resistenza europea e asiatica per raccogliere il messaggio della politica antimperialista e della cultura antifascista.
La partecipazione al primo Congresso mondiale per la pace è straordinaria e si intreccia con le manifestazioni contrarie al Patto Atlantico. Giungono a Parigi 2287 delegati di 72 paesi, ma molti a molti viene impedito: gli USA (potenza occupante del Giappone dalla fine della Seconda guerra mondiale) impediscono la partenza ai delegati nipponici, mentre la Francia nega i visti di ingresso a Cina, Mongolia, Corea, Unione Sovietica (tra i cui delegati è presente Shostakovich), Bulgaria, Polonia, Ungheria; tutti delegati dei paesi dell'Est resteranno bloccati a Praga.
I delegati dai due lati della Cortina di ferro denunciarono polemicamente: “Chi erige barriere di incomunicabilità tra i popoli?”. Si decide che a Praga i “delegati senza visto” condurranno parallelamente il dibattito. 
Tra gli aderenti: Frédéric Joliot-Curie (premio Nobel per la fisica a cui spetterà la presidenza e la relazione introduttiva), Picasso (che dipingerà il manifesto del congresso: la famosa “Colomba della pace”), Aragon, Farge, Amado, Matisse, Ehrenburg, Neruda, Einstein. Nella delegazione italiana, guidata da Pietro Nenni erano presenti: Vittorini, Guttuso, Quasimodo, Natalia Ginzburg, Giulio Einaudi.
Il discorso introduttivo di Curie tocca i seguenti temi:
- l'ONU: che deve ritrovare la sua funzione originaria poiché risulta esser sempre più uno strumento di parte in favore degli USA;
- il piano Marshall e le altre misure di sostegno economico: che di fatto sono usate per asservire politicamente i paesi che vi accedono;
- la lotta per la pace: per dire basta con il pacifismo tradizionale lamentoso: “non siamo qui per chiedere, ma per imporre la pace”.

Il Congresso termina dopo sei giorni di lavoro (dal 20 al 25 aprile) con la lettura del manifesto, che si articola sui seguenti punti:
- rispetto della carta dell'ONU, rifiuto di “tutte le alleanze militari che vanificano questa carta” e della politica di “opporre un blocco di Stati a un (altro) blocco di Stati”;
- richiesta di “interdizione dell'arma atomica e di tutti i mezzi di distruzione di massa degli esseri umani”;
- “controllo internazionale effettivo per l'utilizzazione dell'energia atomica a fini esclusivamente pacifici”;
- riduzione delle spese militari, “schiacciante fardello [...] responsabile della miseria dei popoli”;
- “limitazione delle forze armate delle grandi potenze”;
- opposizione al riarmo della Germania e del Giappone;
- contro il colonialismo, per il diritto dei popoli alla “indipendenza nazionale” e a “disporre di sé stessi”;
- difesa delle “libertà democratiche”, la cui limitazione o soppressione è un elemento della preparazione della guerra;
- condanna dell'isteria bellicista, dell'odio razziale, della predicazione dell'inimicizia tra i popoli e denuncia e boicottaggio di “organi di stampa, produzioni letterarie e cinematografiche, personalità e organizzazioni” che propagandino la guerra:
- lotta contro la “guerra fredda”, in nome della collaborazione pacifica tra i popoli.

Viene nominato un comitato centrale con i compiti di:
- promuovere e mobilitare le forze per la pace nelle officine, nelle Università, in tutti i luoghi di aggregazione;
- sostenere tutte le iniziative pacifiste;
- denunciare le azioni contro la pace;
- favorire l'assistenza alle vittime delle guerre;
- premiare le opere artistiche per la causa della pace;
- preparare il successivo Congresso;
- pubblicare in diverse lingue un organo di informazione.

## Petizione italiana per la pace e contro la NATO
Contro l'adesione dell'Italia alla NATO (in discussione allora in Parlamento) viene promossa una petizione il 1 maggio 1949 una petizione nazionale; nonostante in molti luoghi d'Italia fosse proibito raccogliere firme per questa petizione in luoghi pubblici, in due mesi si raccolsero 6.300.000 firme.
Nei primi mesi del 1950 uno degli aspetti in cui si concretizza la lotta per la pace in Europa è la protesta contro lo sbarco delle armi americane destinate ai paesi della NATO. In vari porti di Europa, da Genova ad Amsterdam, da Rotterdam ad Anversa ed Amburgo: i portuali rifiutano lo sbarco delle armi. In Italia il governo risponde con misure repressive, quali il divieto di manifestazione e di tener comizi.

## I cinque punti
A Roma nell'ottobre del 1949 si tiene una riunione del Comitato mondiale che decide per rivolgere un appello alle assemblee elettive di tutti i paesi e alle loro popolazioni perché vengano discusse ed accolte alcune proposte di pace. Il documento, ultimato nel dicembre si articola in cinque punti:
1. Cessazione della corsa agli armamenti e “riduzione dei bilanci di guerra e degli effettivi militari”;
2. Proibizione delle armi atomiche;
3. Cessazione delle guerre coloniali in corso (in Indonesia, Malesia, Vietnam..) e avvio di negoziati diretti ed immediati;
4. Cessazione in tutti i Paesi della repressione contro i partigiani della pace;
5. Firma, nel quadro dell'ONU, di un patto di pace tra le grandi potenze.

## L'appello di Stoccolma
Dopo Parigi e Roma il Comitato del Congresso mondiale dei Partigiani della Pace si riunisce a Stoccolma dal 15 al 19 marzo 1950 e si trasforma in Consiglio mondiale per la pace. Da qui scaturirà il famoso appello per l'interdizione dell'arma atomica. Vi partecipano 150 delegati da tutto il mondo. Ecco il testo integrale del documento:
Noi esigiamo la realizzazione di un rigoroso controllo internazionale per assicurare l'applicazione di questa decisione.

Noi consideriamo che il governo il quale, per primo, utilizzerà contro qualsiasi paese l'arma atomica, commetterà un crimine contro l'umanità e dovrà esser considerato come criminale di guerra.

Noi chiamiamo tutti gli uomini di buona volontà di tutto il mondo a sottoscrivere questo appello.»
A Stoccolma si stabilisce inoltre di tenere il II Congresso mondiale nel dicembre del 1950 in Italia.
La risposta all'appello è enorme, si raccoglieranno oltre 519 milioni di firme. Per citare alcuni esempi indicativi, a fine agosto (quando la raccolta è già conclusa in alcune nazioni mentre in altre è solo agli inizi) sono censiti:
• 2 milioni di firme in Birmania
• 3 milioni in Brasile
• 5,8 milioni in Bulgaria
• 156 milioni in Cina
• oltre 17 milioni nella Germania dell'Est
• 2 milioni nella Germania dell'Ovest
• 3,5 milioni in Giappone
• t
• oltre 10 milioni in Romania
• 18 milioni in Polonia
• 2 milioni in USA
• oltre i 115 milioni in URSS.
In Italia l'adesione in taluni comuni è addirittura plebiscitaria: si raccolgono 16.680.669 firme pari al 35% della popolazione.
Si calcola che circa un quarto della popolazione mondiale, firmando l'appello, si sia pronunciata per porre al bando le armi nucleari. "Si trattava del primo (e unico) pronunciamento mondiale di queste dimensioni, un vero e proprio plebiscito su scala internazionale.”

## La guerra in Corea
La crisi in Corea, dopo la sconfitta elettorale del dittatore della Corea del Sud e fallite le offerte del Nord per la riunificazione, culmina in bombardamenti e invasioni: gli USA, alleati della Corea del Sud, accusano i comunisti dell'aggressione del 25 giugno 1950.
L'America e molti dei governi a lei alleati scatenano parallelamente un'offensiva contro i Partigiani della Pace che definiscono l'intervento USA come un atto di aggressione verso Corea e Cina. Il governo italiano rifiuta di ospitare il II Congresso previsto nell'ottobre del 1950 a Genova.

## Congresso di Varsavia
A seguito del rifiuto del governo italiano, il comitato decide di tenere il II Congresso in Gran Bretagna (che allora era la maggior potenza atlantica europea).
Il governo laburista, rompendo la lunga e solida tradizione liberale inglese, riesce ad impedire lo svolgimento del II Congresso negando i visti di ingresso agli "indesiderati". Addirittura un treno che conduceva i delegati viene praticamente sigillato e rispedito a Parigi.
Il Congresso viene spostato a Varsavia: il governo polacco offre i locali e si dichiara pronto a concedere a tutti i visti d'ingresso. Siamo in uno dei momenti di massima tensione della Guerra Fredda: i congressisti denunciano che “si stanno preparando, negli USA, le procedure per l'uso dell'atomica in Corea”. Nelle manifestazioni si inalberano cartelli che dicono: “Dopo la Corea, la Manciuria, dopo la Manciuria, Mosca.”
I Partigiani della Pace benché non abbiano mai negato l'autorità dell'ONU, le addebitavano fatti anche molto gravi che minavano ai loro occhi la credibilità dell'Organizzazione:
- la mancata ammissione della Cina Popolare;
- la copertura legale all'intervento USA in Corea;
- la condanna della Repubblica Popolare Cinese e la protezione a Formosa;
- il tentativo di discriminare le ammissioni nell'Organizzazione, accettando subito i paesi graditi come l'Italia ed il Portogallo e facendo mille difficoltà per gli altri, che furono ammessi nel dicembre del 1955 solo dopo una dura azione diplomatica dell'URSS (Albania, Austria, Giordania, Irlanda, Romania, Spagna…)

Ciononostante il primo punto dell'Appello di Varsavia è rivolto proprio alle Nazioni Unite.
Il Congresso di Varsavia si conclude infatti con l'approvazione di tre documenti:
1) Appello all'ONU: si apre con la richiesta che l'Organizzazione torni sulla via originaria, cominciando col realizzare un'iniziativa distensiva tra le grandi cinque potenze. Si invitano quindi gli organismi dell'ONU e i parlamentari nazionali dei vari paesi a prendere in esame le seguenti proposte che riassumono il programma generale del Movimento:
a) Corea: ritiro degli eserciti stranieri e soluzione pacifica del conflitto interno [...]; inoltre cessazione dell'intervento americano a Taiwan (Formosa) e delle ostilità verso la Repubblica del Vietnam;
b) Germania e Giappone: condanna categorica di ogni tentativo di violare gli accordi internazionali che ne vietano il riarmo: conclusione rapida del trattato di pace e ritiro delle truppe di occupazione;
c) Popoli coloniali: le violazioni usate per mantenere la dipendenza e l'oppressione sono “una minaccia alla causa della pace”, condanna di qualsiasi forma di discriminazione razziale;
d) Definizione di aggressione: “è un'azione criminale di uno Stato che, per primo, impiega la forza armata contro un altro Stato sotto un pretesto qualsiasi”;
e) Propaganda di guerra: “uno dei delitti più gravi verso l'umanità”; richiesta ai parlamenti di varare una legge che punisca penalmente chi la effettua, sotto qualsiasi forma;
f) MacArthur e bombardamenti in Corea: richiesta che una commissione internazionale esamini i crimini commessi nella guerra, e “in particolare le responsabilità del generale”;
g) Interdizione assoluta di tutte le armi di sterminio; denuncia come criminale di guerra del governo che per primo le impiegherà; richiesta che le grandi potenze procedano ad una riduzione delle forze armate da un terzo alla metà, come “prima tappa sulla via del disarmo generale e totale”: ciò non darà “alcun vantaggio di potenza militare a nessuna nazione” mentre avrà effetti su tutti i popoli e per la pace. Istituzione di un Consiglio di sicurezza per l'attuazione di dette misure;
h) Contro l'economia di guerra, che danneggia le relazioni reciproche; sostegno a rapporti commerciali normali tra i diversi paesi, sulla base del reciproco vantaggio senza discriminazioni.
2) Manifesto ai popoli: rivolgendosi agli uomini e donne di tutto il mondo perché appoggino l'indirizzo del II Congresso mondiale: “non dimenticate che la lotta per la pace è la vostra lotta. Sappiate che centinaia di milioni di Partigiani della Pace unendosi, vi tendono la mano. Essi vi invitano a partecipare alla più bella delle lotte ingaggiate dall'umanità che crede nel suo avvenire. La pace non si attende, la pace si conquista”. Il manifesto si chiude con l'enunciazione di un obiettivo attorno al quale si svilupperà presto una grande campagna mondiale: “l'incontro dei rappresentanti delle cinque grandi potenze”.
3) Risoluzione sulle vittime delle persecuzioni. Adottata per acclamazione vi si denuncia la repressione di cui sono oggetto i Partigiani della Pace, in particolare in America Latina, Stati Uniti, Francia, Italia e nei paesi dipendenti dell'Africa e del Medio Oriente. Si chiede chiedendo la liberazione di tutti i militanti pacifisti carcerati e si invitano i popoli ad esprimere la loro attiva solidarietà nei confronti delle vittime delle persecuzioni e di quanti si battono per la pace.

## Appello di Berlino
Tra la fine del 1950 e gli inizi del 1951 si acutizza il conflitto coreano, da Berlino il Consiglio mondiale per la pace decide di inviare una delegazione presso l'ONU per consegnare direttamente il documento del Congresso di Varsavia e per un appello alle cinque grandi potenze del mondo: è l'appello di Berlino, che dopo quello di Stoccolma farà il giro del mondo. Eccone il testo:

perché la pace sia garantita e perché sia assicurata la sicurezza internazionale;

noi chiediamo la conclusione di un patto di pace fra le cinque grandi potenze: Stati Uniti d'America, Unione Sovietica, Repubblica Popolare Cinese, Gran Bretagna, Francia.

Noi consideriamo il rifiuto di incontrarsi a questo scopo, come la prova della esistenza di disegni aggressivi da parte di quel governo di una qualsiasi di queste grandi potenze, che se ne rendesse responsabile.
Ci rivolgiamo a tutte le Nazioni amanti della pace, affinché appoggino la richiesta di un patto di pace aperto a tutti gli Stati. 
Noi firmiamo questo appello e invitiamo a firmarlo tutti gli uomini e tutte le donne di buona volontà, tutte le organizzazioni che aspirano al consolidamento della Pace.»
In Italia a fine settembre saranno raccolte 13.825.200 firme [pg.211], per arrivare poi sino a 16 milioni. Alla fine del 1951 si contano in tutto il mondo 596 milioni di adesioni [pg.231], che diventeranno nei primi mesi del 1952 oltre 600 milioni. Ecco alcuni esempi:
- 344 milioni in Cina
- 7 milioni in Corea
- 10 milioni in Francia
- 16,7 milioni nella Germania (plebiscito contro il riarmo)
- 6 milioni in Giappone
- 833.000 in Gran Bretagna
- 18 milioni in Polonia
- oltre i 117 milioni in URSS
- 7,5 milioni in Vietnam

Negli Stati Uniti, in pieno maccartismo, negli anni del processo ai Coniugi Rosenberg, l'iniziativa non si può svolgere.
L'11 aprile 1951 il presidente Harry Truman destituisce Douglas MacArthur, sconfessando così la strategia del generale che, dando appoggio al governo nazionale di Chiang Kai-shek e fomentando la guerra cinese, riteneva di poter vincere anche in Corea.

## Assemblea di Vienna
Ai primi di aprile del 1951 il governo francese espelle la segreteria permanente del Consiglio mondiale per la pace che si sposterà a Praga, Vienna e infine a Helsinki.
Dal 1 al 6 novembre 1951 a Vienna si tiene un'importante assise del Consiglio mondiale per la pace. 
Il Consiglio approva due documenti: una “Risoluzione sul disarmo mondiale”, inviata all'Assemblea dell'ONU, che ha come obiettivo l'interdizione delle armi di sterminio di massa attraverso la riduzione progressiva e simultanea degli armamenti e che prevede come atto propedeutico il censimento generale di tutte le armi e gli effettivi.
Il secondo documento, più articolato, è un “Appello all'ONU e ai popoli del mondo”. In esso si osservava che l'incontro dei cinque Grandi per un patto di pace era conforme allo statuto delle Nazioni Unite, si richiamava quindi l'attenzione sul fatto che la pace non poteva scaturire dall'imposizione della volontà della maggioranza dei membri dell'ONU che rappresentano la minoranza del genere umano, ma da accordi negoziati e consensuali. Quindi per giustizia e realismo la Cina popolare doveva essere ammessa nell'Organizzazione. Il documento chiudeva prendendo in considerazione questioni regionali (la Corea, la Germania …).
Il prestigio del Movimento è in ascesa, ne è la prova la partecipazione dell'Egitto, impegnato nella sanguinosa controversia con gli inglesi per il Canale di Suez. Il Congresso diventa il riferimento non solo dei movimenti di liberazione nazionale ma anche dei governi in lotta per l'indipendenza.

## Situazione in Italia
Nella seconda metà di ottobre del 1951 si abbatte una devastante alluvione sulle coste meridionali italiane. Il 14 novembre il Po rompe gli argini ed allaga il Polesine sommergendo intere cittadine e villaggi.
Il problema dell'assistenza agli alluvionati e della ricostruzione delle zone disastrate si pone come questione centrale ed urgente. Se ne parla a Roma all'assemblea nazionale per la pace promossa dai Partigiani per la Pace (24-25 novembre) a cui, per la prima volta partecipano membri dell'esercito e della magistratura.
Si chiede con forza che i 250 miliardi stanziati per il riarmo siano usati per la ricostruzione del Polesine. Il tema della precedenza delle spese civili su quelle militari sarà al centro della campagna per le elezioni amministrative. Pur non esistendo un rapporto di meccanica corrispondenza tra la raccolta di firme e i risultati elettorali si vede uno spostamento “molecolare” determinato dal Movimento per la pace.

## Armi batteriologiche
L'8 marzo 1952 il Presidente del Consiglio mondiale per la pace Joliot-Curie riprende e divulga la denuncia pervenutagli da Kuo Mo-Jo: nelle settimane precedenti gli USA avrebbero fatto uso di armi batteriologiche in Corea diffondendo i microbi della peste, del colera, del tifo.
Il protocollo di Ginevra del '25 prevedeva il divieto dell'uso di siffatte armi, ma gli USA dopo la II Guerra Mondiale rifiutarono di ratificare il trattato perché lo consideravano “superato”. In realtà volevano essere liberi di affidarsi alle armi nucleari in caso di guerra.
Enorme fu l'impressione che la denuncia suscitò in tutta l'opinione pubblica.
Gli USA respinsero le accuse, ma il 31 agosto 1952 un'autorevole commissione internazionale concludeva unanimemente che gli USA avevano fatto uso di armi batteriologiche in Corea ed in Cina nord-orientale.

La responsabilità dell'uso di batteri investiva direttamente i vertici politici e militari americani, in particolare il comandante supremo delle forze di intervento in Corea: il generale Ridgway o "Generale Peste” come fu soprannominato, succeduto a MacArthur.
Proprio Ridgway il 28 aprile 1952 verrà posto a capo della NATO in sostituzione di Eisenhower, che si candida alle elezioni presidenziali. Il "Generale Peste” dichiara di voler continuare in Europa ciò che aveva iniziato in Corea. In Francia si registrano tumulti. In un clima di duro scontro tra manifestanti e repressione poliziesca si svolgono scioperi e manifestazioni anche in Italia (viene adottata una nuova forma di protesta, consistente nell'esporre alle finestre o sui balconi lenzuola bianche o con la scritta PACE; Aldo Capitini non aveva ancora ideato la Bandiera della pace).

## Riarmo tedesco
Contemporanea è la firma di un accordo separato tra USA, Francia, Inghilterra e Germania Federale di Adenauer (a Parigi e Bonn) basato sul disconoscimento di fatto degli accordi di Yalta e di Potsdam,  quindi sul rifiuto della frontiera Germania-Polonia, e la prospettiva di riunificazione delle due Germanie anche con la forza.
Nell'opposizione al riarmo tedesco si realizza una larga unità di componenti diverse.
Dall'8 al 10 novembre a Berlino si svolge una Conferenza al cui tavolo siedono contemporaneamente tedeschi dell'est e dell'ovest. Propongono di non ratificare il trattato, che accrescerebbe il pericolo di una guerra fratricida e l'aggravarsi della tensione internazionale. Inoltre chiedono una riunione volta a concludere un trattato di pace tra le quattro potenze (USA, URSS, Francia, Inghilterra). I loro propositi si scontreranno con l'ostilità americana e di Adenauer.

## Congresso di Vienna
Ai primi del luglio 1952 il Consiglio mondiale tiene a Berlino una riunione. All'ordine del giorno la discussione della guerra batteriologica e la nuova situazione europea dopo i trattati di Bonn e Parigi. Si decide per la convocazione il 5 dicembre 1952 a Vienna del Congresso mondiale con la finalità di riunire attorno ad obiettivi in comune gli uomini di ogni tendenza, i gruppi e le associazioni di ogni natura che vogliano il disarmo, la sicurezza e l'indipendenza nazionale, la libera scelta del modo di vita, la distensione internazionale. Il Congresso dei popoli per la pace riunirà tutti coloro che vogliono far prevalere lo spirito dei negoziati sulle soluzioni di forza.
Si avvicinano ad idee neutraliste rispetto agli USA e alla NATO anche molti di coloro che inizialmente avevano creduto nella NATO come strumento di pace. Per esempio vi è uno spostamento verso sinistra di intellettuali democratici come Sartre.
In Italia il coinvolgimento attorno al Congresso è notevole: si mobilitano in 80.000 per conferenze, dibattiti, assemblee. Il governo De Gasperi, impegnato a far passare in Parlamento la “legge-truffa”, adotta un provvedimento grave e senza precedenti: sospende la validità dei passaporti per l'Austria. In pratica viene bloccata la frontiera. Mentre l'Austria protesta ufficialmente, la maggior parte dei delegati raggiunge comunque Vienna, passando dalla Svizzera.
Saranno presenti 1880 persone in rappresentanza di 85 paesi, precisamente 1627 delegati (di cui 450 partecipano per la prima volta), 46 rappresentanti di organizzazioni internazionali, 105 invitati, 102 osservatori.
Joliot-Curie apre la discussione, esortando a: “rinunciare all'idea di una guerra preventiva, ripudiare ogni spirito di crociata […] rinunciare a risolvere con la forza i problemi economici e i conflitti che attualmente si pongono all'attenzione mondiale”. Indica come compito immediato del Movimento lo sforzo per il superamento della guerra fredda e l'avvio della distensione internazionale. In questo quadro Curie denuncia l'uso del napalm e altre armi chimiche e batteriologiche in Corea, ribadisce l'importanza del rispetto dell'indipendenza nazionale dei popoli, rinnova la critica all'ONU di venir meno al principio di universalità vietando l'accesso nell'Organizzazione della Cina popolare.
Il dibattito si svolge con grande ampiezza toccando anche il problema del riarmo tedesco, delle guerre coloniali, la pretesa di ratifica del protocollo di Ginevra, la cessazione delle ostilità in Vietnam, Cambogia, Laos, Malesia e Tunisia e Marocco. 
Il Congresso elabora due documenti: l'Appello ai Governi e l'Appello ai Popoli.

## La "Distensione"
Il 25 dicembre 1952 una notizia sensazionale fa il giro del mondo: Stalin, in un'intervista al New York Times, dichiara di considerare favorevolmente un incontro con il neo presidente Eisenhower e di “credere che la guerra tra USA e URSS non possa considerarsi inevitabile” e che “la pace sarà conservata e rafforzata se i popoli prenderanno nelle loro mani la causa della pace e la difenderanno sino alla fine”.
Già nei primi mesi del 1953 si manifestano i primi segnali di distensione:
- il mutamento di orientamento di Churchill che l'11 maggio 1953 si pronuncia a favore di un incontro con le grandi potenze per affrontare le più importanti controversie.
- il 27/7/53 la firma di un accordo di armistizio in Corea;
- lo sviluppo di movimenti nazionali e anticolonialisti in alcuni paesi arabi (Egitto, Tunisia, Marocco), mediorientali (Iran), dell'Asia meridionale (Indocina), dell'America latina (Guatemala, Bolivia, Argentina);
- la riduzione della superiorità militare USA: l'URSS realizza la bomba all'idrogeno e accompagna l'annuncio del primo lancio sperimentale alla riproposta di un accordo per la riduzione degli armamenti ed il divieto dell'uso dell'atomica;
- l'incontro a Berlino tra URSS, USA, Inghilterra e Francia sul problema tedesco (dal 21/1 al 18/2 del 1954);
- la fine del colonialismo in Vietnam, almeno a nord, del 1954;
- la Conferenza afro asiatica di Bandung (15/5/55)
- la Conferenza atomica dei quattro grandi a Ginevra (luglio 1954) che farà parlare di uno spirito di Ginevra che aleggia su tutta l'Europa.

In questo clima il rischio di guerra totale e globale tra Ovest e Est appare meno imminente e l'impegno dei Partigiani della Pace si fa episodico anzi il termine steso scompare progressivamente, perché lo si ritiene riflettere il carattere aspro e militante della lotta.
Con l'allentarsi dei rigori della guerra fredda e l'affacciarsi di processi distensivi si assiste al nascere ed al proliferare di nuovi gruppi, movimenti, iniziative pacifiste da parte di militanti già aderenti al movimento dei Partigiani della Pace o che ne erano stati estranei.
Non dobbiamo dimenticare che in quegli stessi anni operò Aldo Capitini, che poco dopo (1961) diede vita, alla prima marcia per la pace Perugia Assisi. E don Andrea Gaggero, che condivise gran parte delle vicende dei Partigiani della Pace, contribuì a veicolare parte del movimento verso la Consulta di Capitini.
Significativo il fatto, poco conosciuto, che “forse inconsapevolmente i Partigiani della Pace utilizzarono in varie manifestazioni strumenti e metodi della lotta nonviolenta che non facevano certo parte del bagaglio comunista del tempo: dal rifiuto di scaricare le armi americane nei porti italiani all'obiezione di trasportarle su strade ferrate da parte dei ferrovieri, alla distruzione (organizzata spesso in forma plateale) delle cartoline rosa inviate a tutta la popolazione maschile potenzialmente in grado di prendere le armi nei primi mesi del 1951.”.